# Comuna Manoleasa, Botoșani
Manoleasa este o comună în județul Botoșani, Moldova, România, formată din satele Bold, Flondora, Iorga, Liveni, Loturi, Manoleasa (reședința), Manoleasa-Prut, Sadoveni, Șerpenița și Zahoreni.
Comuna ocupă o poziție centrală pe latura estică a județului în zona adiacentă a acului de acumulare Stânca-Costești, în zona de vărsare a Volovățului în Prut.

## Potențial
- Școala Generală I-IV
- Scoala clasele V-VIII
- Cămin Cultural
- Dispensar uman
- Spital Veterinar
- Crescătorie de vaci, porci și oi

## Relieful
În ansamblu lui ,relieful comunei Manoleasa are un aspect larg vălurat, cu inerfluvii deluroase și altitudini apropiate, lăsând impresia că provin dintr-o suprafață unică fregmentată de râuri. Aspectul general al reliefului cu contururi domoale și văi largi ale căror versanți sunt modelați de alunecări, ori eroziune torențială, ca urmare a structurii predominant argilo-nisipoase dă teritoriului un aspect estompat, îmbătrânit parcă înainte de vreme. Relieful prezintă în general înclinări pe direcția NV-SE cu înălțimile cele mai mari în partea de NV (Dealul Ponoara Zoițani 251 m și Dealul Hârtop). Altitudinea medie a reliefului este cuprinsă între 125–150 m, altitudinile cele mai coborăte înregistrându-se în șesul Volovățului (98 – 100 m). In ansamblul său relieful teritoriului are un caracter sculptural, la care se adaugă forme ale reliefului de acumulare (terase, șesuri, glacisuri de acumulare), formate în lungul rețelei hidrografice.

## Clima
Clima comunei Manoleasa se încadrează în climă temperat continentală din ținutul deluros stepic cu temperaturi medii anuale în jur de 8,3 grade C, cu mari amplitudini termice, cu ierni friguroase și veri secetoase, cu precipitații reduse ce au un regim neuniform, cu vânturi dominate dinspre NV.

## Hidrografia
Hidrografica comunei este reprezentată prin ape subterane cu caracteristici fizico-chimice și dinamice proprii, dar insuficiente pentru a satisface nevoile locale, cea ce determină folosirea unor surse mixte (subterane și de suprafață) în alimentarea cu apă a localităților. Rețeaua hidrografică de suprafață este reprezentată prin răul Prut și afluentul său principal de pe raza comunei pârâul Volovăț(între 3-5m lațime, adâncime îintre 30 cm-2m), la care se adaugă o rețea de pârâiașe mici cu caracter temporar. Apele stătătoare există sub formă de mici iazuri amenajate pentru adăpatul animalelor. Din anul 1977 se impune în peisajul comunei prezența lacului de acumulare de pe râul Prut în a cărui zonă adiacenta este situată și comuna Manoleasa.

## Vegetatia
Vegetatia este reprezentata prin mici ochiuri de stepă destinate în general pășunilor și pâlcuri de pădure (de: stejar, cireș, soc, tei, arțar, frasin etc.).Vegetația intra zonală este reprezentată prin mici areale cu specii halofile și hidrofile.

## Fauna
Fauna reflectă caracteristicile zonei de interferență a elementelor central-europene cu cele asiatice. Sub raport economic o importanță mai mare prezintă: căprioara, mistrețul iepurele, vulpea cât și unele păsări (prepelița, potârnichea). În apele lacului de acumulare de pe Prut, a iazurilor și râmnicelor amenajate cresc: crapi, mrene, plătici, carași șalăi, somn, etc.
În râul Volovăț sunt următoarele specii de pești: zvârloga, porcușor, mâreană, costruși, știucă, etc.

## Solurile
Solurile reprezentative sunt cele ce aparțin clasei molisolurilor, reprezentate prin: cernoziom cambic și soluri cenușii. Alături de acestea, în funcție de conditiile pedogenetice locale, apar în areale discontinui soluri holomorfe (soloneșuri) soluri hidromorfe (lăcoviști) și soluri neevoluate, soluri aluviale, coluviale și regosoluri.

## Demografie
Componența etnică a comunei Manoleasa
     Români (93,78%)
     Alte etnii (0,07%)
     Necunoscută (6,15%)
Componența confesională a comunei Manoleasa
     Ortodocși (92,37%)
     Penticostali (1,04%)
     Alte religii (0,33%)
     Necunoscută (6,25%)
Conform recensământului efectuat în 2021, populația comunei Manoleasa se ridică la 2.990 de locuitori, în scădere față de recensământul anterior din 2011, când fuseseră înregistrați 3.315 locuitori. Majoritatea locuitorilor sunt români (93,78%), iar pentru 6,15% nu se cunoaște apartenența etnică. Din punct de vedere confesional, majoritatea locuitorilor sunt ortodocși (92,37%), cu o minoritate de penticostali (1,04%), iar pentru 6,25% nu se cunoaște apartenența confesională.

## Politică și administrație
Comuna Manoleasa este administrată de un primar și un consiliu local compus din 13 consilieri. Primarul, Cristinel-Leonard Aroșculesei[*], de la Partidul Social Democrat, este în funcție din 2016. Începând cu alegerile locale din 2024, consiliul local are următoarea componență pe partide politice:
|  | Partid                          | Consilieri | Componența Consiliului | Componența Consiliului | Componența Consiliului | Componența Consiliului | Componența Consiliului | Componența Consiliului | Componența Consiliului | Componența Consiliului | Componența Consiliului |
|  | ------------------------------- | ---------- | ---------------------- | ---------------------- | ---------------------- | ---------------------- | ---------------------- | ---------------------- | ---------------------- | ---------------------- | ---------------------- |
|  | Partidul Social Democrat        | 9          |                        |                        |                        |                        |                        |                        |                        |                        |                        |
|  | Alianța pentru Unirea Românilor | 2          |                        |                        |                        |                        |                        |                        |                        |                        |                        |
|  | Partidul Național Liberal       | 1          |                        |                        |                        |                        |                        |                        |                        |                        |                        |
|  | Beldea Puiu-Constantin          | 1          |                        |                        |                        |                        |                        |                        |                        |                        |                        |